# ブラッドソーセージ
ブラッドソーセージ(blood sausage)とは、血液を材料として加えたソーセージのこと。赤身肉で作ったソーセージと比べると色が黒ずみ、血の風味が独特の強い癖として感じられるが、家畜を無駄なく利用する食品として、ヨーロッパや東アジアの牧畜の盛んな地域で古くから作られてきた。例えばイギリスではブラックプディング(black pudding)、ドイツではブルートヴルスト(Blutwurst)、スペインではモルシージャ(morcilla)、フランスではブーダンノワール(boudin noir)などと呼ばれ、地域ごとの様々な作り方がある。
牧畜や肉食の習慣が薄い地域ではあまり見られず、また、宗教上の理由から血を食のタブーとしている文化圏には存在しない。

## 歴史

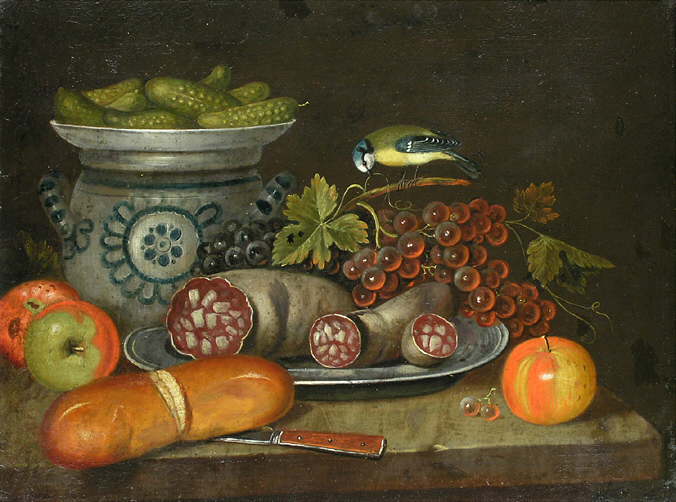
ブラッドソーセージらしきものが見える17世紀の絵。

紀元前8世紀-紀元前6世紀に編まれた『オデュッセイア』の第18歌には、山羊の胃に血と脂身を詰めて焼いた料理が早くも登場している。これは文献上でソーセージが確認できる最古の例でもある。
ローマ時代の食卓でもブラッドソーセージは一般的な食品であった。1世紀-3世紀に書かれたアピキウスが記した料理書にも、豚の血とゆで卵の黄身、刻んだリーキ、松の実などを豚の小腸に詰めたブラッドソーセージのレシピが載っている。アピキウスによると、ワインとリクアメンで煮て食べた。
その後もヨーロッパ各地でブラッドソーセージは作られ続けた。14世紀にフランスで出版された『パリの作法』という料理書には、ブーダンの作り方が、屠殺の手順から解説されている。
中世ヨーロッパでは、屠殺をした日の祝祭の御馳走として作られることが多かった。フランスのオーヴェルニュでは、屠殺があった日には村で共有の大鍋で血を煮詰め、ブラッドソーセージを作る習慣があった。ペリゴールでは、屠殺日のブラッドソーセージの煮汁を、家畜に与えたり、畑にまいたりするしきたりであった。ドイツでは、シュラハトプラッテ（Schlachtplatte、バイエルン州ではシュラハトシュッセル）やヴェストファーレン地域のパンハース (Panhas) のように、ブラッドソーセージを使った屠殺日の祝祭料理が生まれ、現在でも伝統料理として受け継がれている。

## 基本的な製法
屠殺・解体の際にとっておいた家畜の血液を、挽肉など他の材料とともに、腸などのケーシングに詰めて加熱して作る。血液以外の材料としては、内臓や舌、皮、脂肪などの赤身肉以外の部位を豊富に使うことが多い。水分が多いので、小麦粉や米などの穀物原料を「つなぎ」として混ぜることも多い。また、血液や内臓などには強い臭気があるので、臭み消しとなる香辛料を多く使う傾向がある。
加熱の方法は茹でることが一般的である。破裂しないように、沸騰しない程度の低温で茹でることが多い。これをそのまま切って食べるものと、さらに焼いて食べるものがある。
なお、材料の血液や内臓は傷みやすいため、屠殺のすぐ後の新鮮なうちに作られるのが通常である。

## 栄養
血液を主原料とするために鉄分が豊富である。血と一緒に具として使う材料によってその他の栄養素は異なり、内臓を使う場合にはミネラルやビタミンが豊富となり、脂身を使う場合には脂肪分が増える。

## 地域ごとのバリエーション

### ヨーロッパ

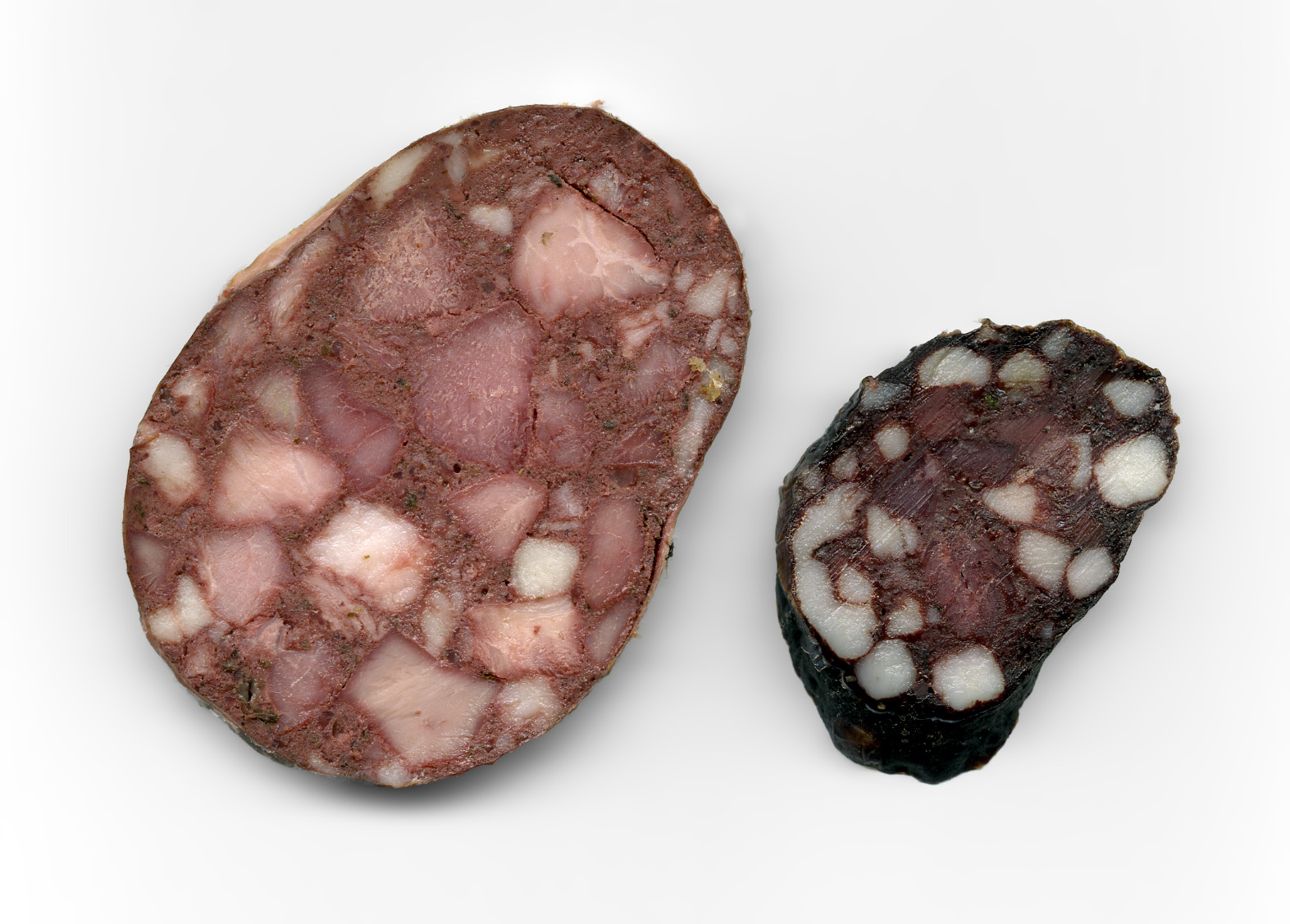
ブルートヴルスト2種。

ドイツではブルートヴルスト（Blutwurst, 血のソーセージの意）と呼ばれる。豚の血と肉、脂身を使って作られ、中でもテューリンゲン州の名物となっている。血液と豚の舌、燻製にした脂身を合わせて腸詰めにしたものもあり、ツンゲンヴルスト（Zungenwurst, 舌のソーセージの意。en:Blood tongue）と呼ばれる。フォーゲルスベルク山地にもメンゲヴルストと呼ばれる血液を使った独自のソーセージがある。バイエルンではプレスザック(Presskopf)というブラッドソーセージが間食用によく供され、具材には地域によって様々なバリエーションがあり、粗挽き肉・皮・心臓や舌・脂身・ベーコンなどが用いられる。また、腸詰めにしない皮無しソーセージの類にも血を混ぜたものが見られ、ヴェストファーレンのメプケンブロート、オスナブリュック郡やミュンスター行政管区のヴルステブロートといった例がある。
東ヨーロッパのソーセージであるキシュカにも、血を材料に使ったものがよく見られる。豚の血を大麦やソバの実とともに豚の腸に詰めて作る。中でもポーランド産のものはカシャンカ (Kaszanka) と呼ばれて有名である。カシャンカは、シレジア地方ではKrupniokと呼ばれる。

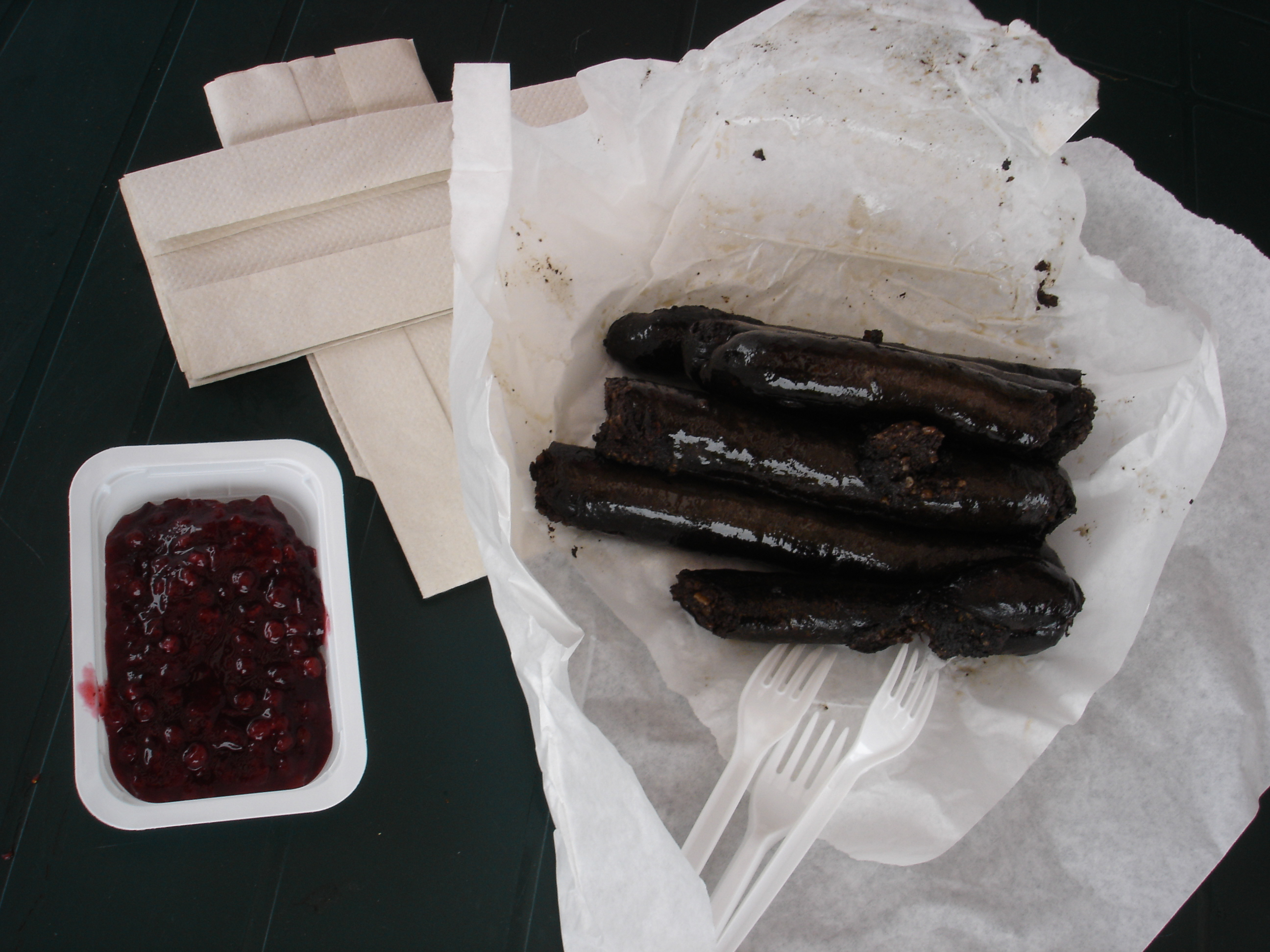
ムスタマッカラとジャム。

フィンランドでは、ムスタマッカラ（Mustamakkara:黒ソーセージの意）と呼ぶ。豚の血のほか、解体の際に出るくず肉の挽肉や大麦などで作る。タンペレの名産品。焼いてコケモモのジャムを添えて食べるのがフィンランド流である。
ラップランドのサーミ人は、トナカイの血を使ったソーセージを作る。血を小麦粉とともに塩で味付けして小腸に詰めるもので、胡椒やタマネギを加えることもある。保存性はなく、ゆでてすぐに食べる。なお、血とライ麦粉で作る団子もあり、こちらは携帯用の保存食とする。シベリア北西部ハンティ語圏のハンティ人も、トナカイの血の腸詰めを作る。
フランスには、ブーダン・ノワール(Boudin Noir)と呼ばれる豚の血液入りのソーセージがある。かつて、ガリア人も牛乳と血を使ったブーダンを作っていた。

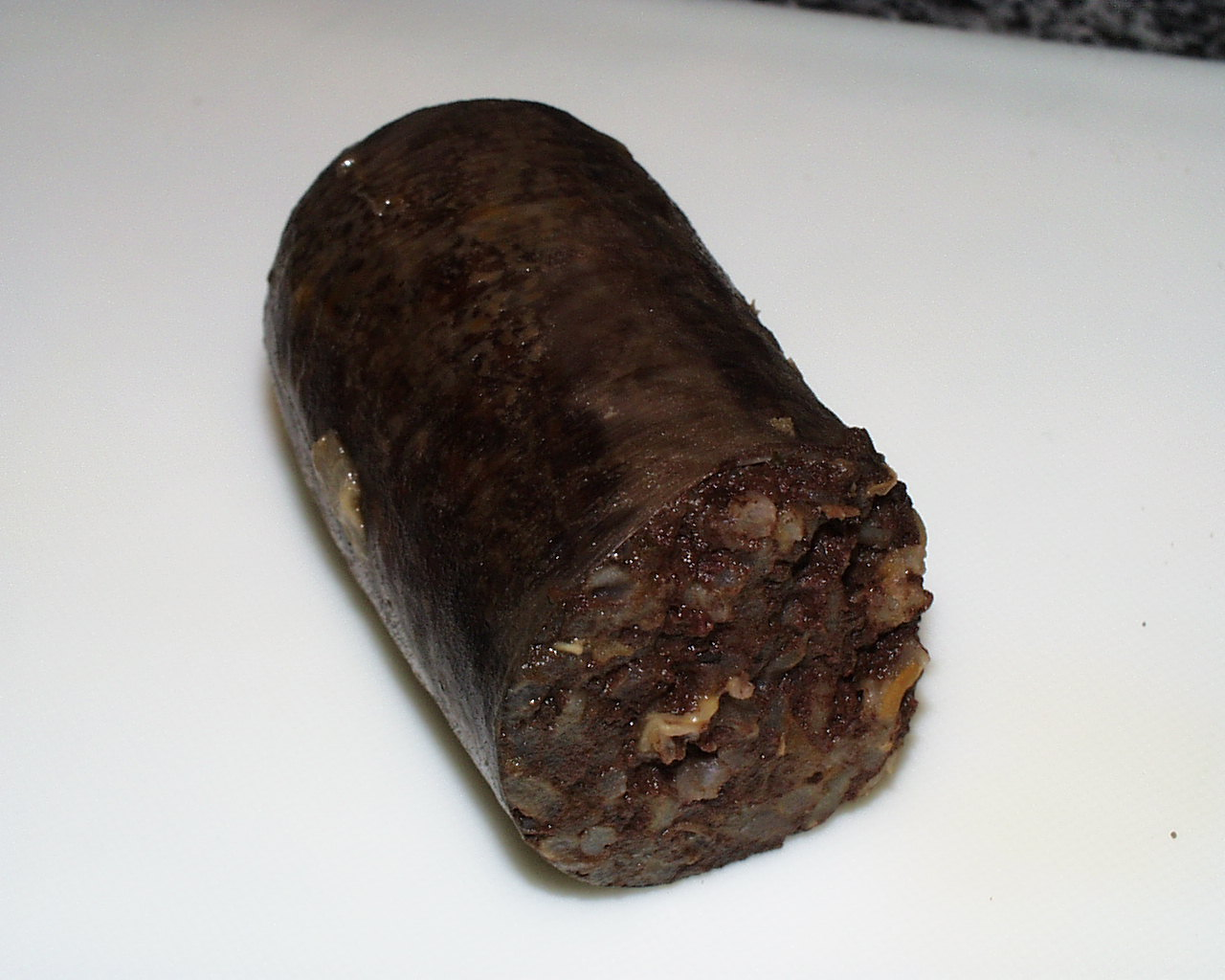
スペインのモルシージャ

スペインでは、ブラッドソーセージをモルシージャ(Morcilla)と呼んでいる。地方によってさらに様々な作り方に分かれており、ブルゴス県のモルシージャ・デ・ブルゴス、レオン県のモルシージャ・デ・レオン、アストゥリアス州のモルシージャ・デ・アストゥリアスなど多様である。豚の血に玉ねぎのみじん切りや米を加えて腸詰めにし、ゆでて火を通したうえ、干して乾燥させて作る。料理の材料として使うことが多い。
イタリアではトスカーナ州で、ブリスト (Buristo) と呼ばれる豚の血や内臓を使った腸詰めが作られている。

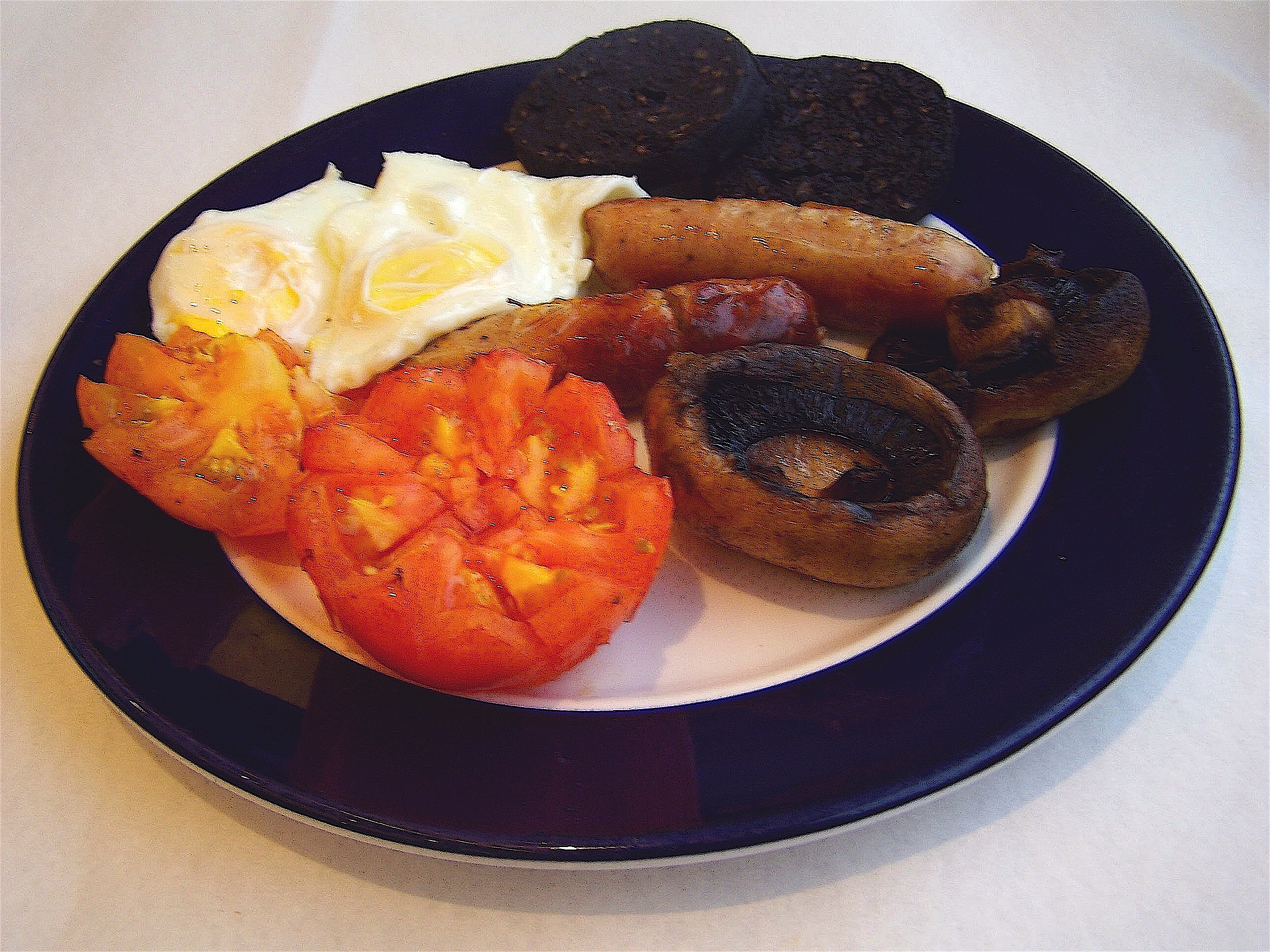
イギリスの朝食メニューに入っているブラックプディング（皿の奥）

イギリスには、ブラックプディング（Black Pudding、またはブラッドプディング:Blood Pudding）と呼ばれる血液の腸詰めがある。豚の血に、角切りにしてゆでた豚の脂身、小麦粉、オートミール、ニンニクなどが材料で、肉は使わないのがイギリスの伝統的な作り方である。小麦粉などの穀物原料が多く使われるのは、イギリスのソーセージ一般に共通している。ケーシングには、牛の腸を使う。材料を混ぜて腸に詰めたら、80℃で茹で上げる。
アイスランドでは、ブロウズミョール（Blóðmör, 血と脂肪の意）と呼ばれる羊の血と脂身を使ったブラッドソーセージがある。羊のレバーソーセージのリフラルピールサとともに、アイスランドの伝統的な食品である。ソーラブロートのごちそうの一つでもある。

### アジア

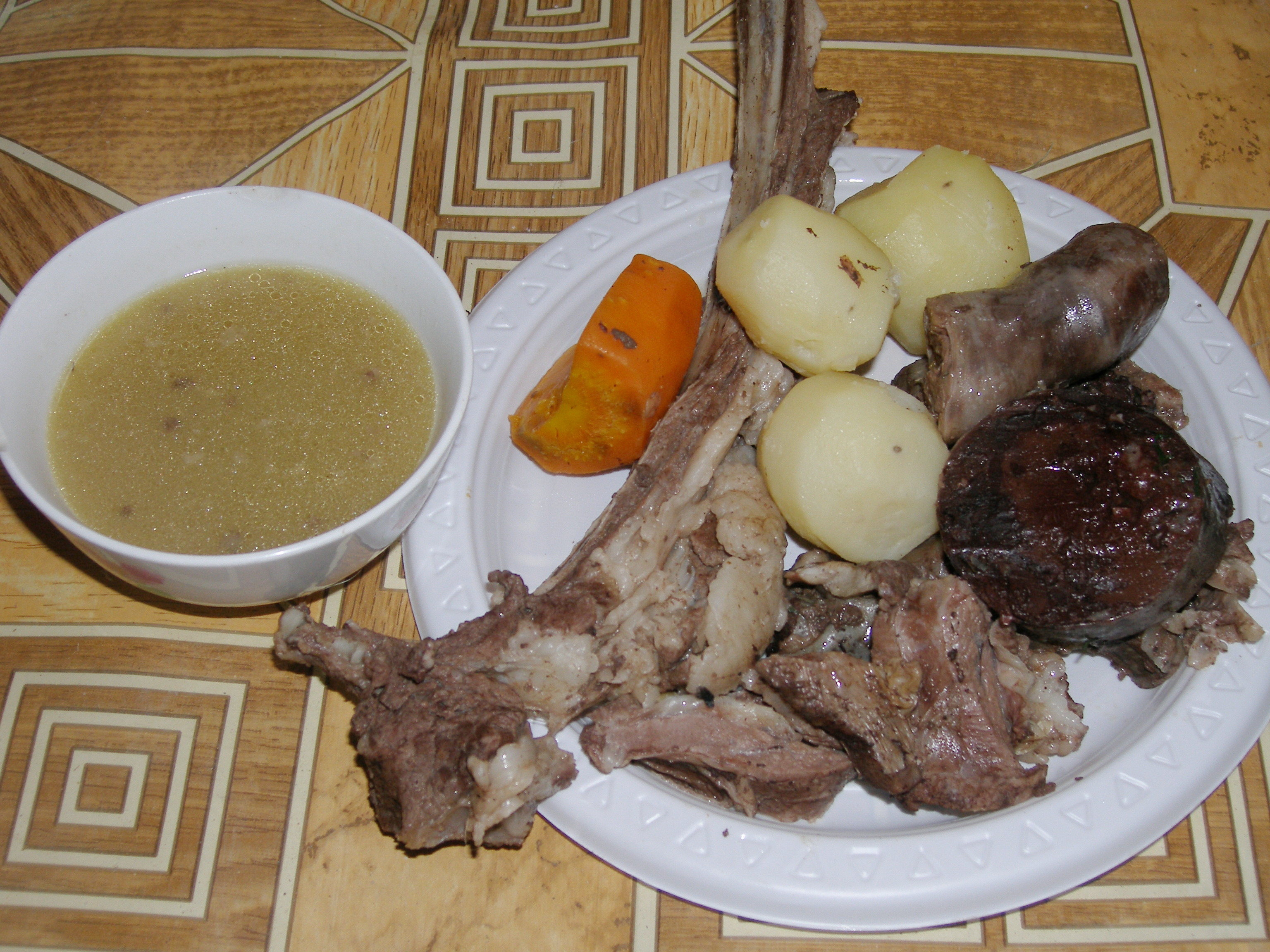
モンゴルの獣肉煮込み料理。腸詰めも見える。

モンゴルでは、主な食用家畜である羊を使ったザイダスというブラッドソーセージがある。ツォトガスン・ゲデス（血を注いだ腸の意味）とも呼ばれる。伝統的な羊の屠殺は、ナイフで作った小さな切り口から手を体内に入れて、動脈を指でちぎるという方法で、血液が体外にこぼれずに胸腔へと溜まるようにして行われる。開腹したら、溜まった血は器に汲み出しておき、同じ羊の小腸に詰めて煮込む。血には玉ねぎやニンニクのみじん切り、小麦粉を加えることもあり、味付けには岩塩など塩を用いる。羊1頭から採れるブラッドソーセージの量は、それだけで6 - 7人家族の2日分の食料になる。
中国では、東北地方を中心に見られ、血腸と呼ぶ。血と一緒に餅米を詰めることもある。
朝鮮半島にも、中国のものとよく似たスンデと呼ばれる豚の血を使った腸詰めがある。血のほかには香味野菜や餅米、あるいは麺類を具として加える。塩胡椒を添えて軽食にするほか、炒め物や鍋料理の材料にも使う。
日本では、肉食の伝統があまり無かったことから、ブラッドソーセージは一般的な食品ではないが、国産品が全く存在しないわけではない。戦前、栃木県の田舎では「それそれ」と呼ばれる血腸が作られていた。マタギは血腸も作っていた。

### その他
南アメリカには、かつて植民地だった関係から、スペインのモルシージャの系統のブラッドソーセージが普及している。